# Alexander Csernyin
Alexander Csernyin (* 6. März 1960 in Charkow als Alexander Michailowitsch Tschernin, russisch Александр Михайлович Чернин) ist ein ungarischer Schach-Großmeister mit Wurzeln in der Sowjetunion.

## Leben
Er feierte bereits als Jugendlicher zahlreiche Siege: 1979 wurde er in Skien Jugendvizeweltmeister hinter Yasser Seirawan, im Januar 1980 wurde er Jugendeuropameister (vor Surab Asmaiparaschwili) in Groningen, kurz darauf gewann er ein Meisterturnier in Amsterdam (mit 10,5 Punkten aus 11 Partien). Aufgrund dieser Erfolge verlieh ihm die FIDE im selben Jahr den Titel Internationaler Meister. Ein Jahr darauf teilte er Platz 2 und 3 beim Capablanca-Gedenkturnier in Cienfuegos. 1983 gewann er in Irkutsk, 1984 in Kopenhagen und Starý Smokovec.
Im Verlauf des Jahres 1985 (dem erfolgreichsten in seiner Karriere) stieß er zur Weltspitze vor. Zunächst teilte er gemeinsam mit Michail Gurewitsch und Viktor Gavrikov den 1.–3. Platz bei der UdSSR-Meisterschaft und qualifizierte sich damit zum Interzonenturnier in Tunis. Hier teilte er Platz drei mit seinem Landsmann Gavrikov, den er im anschließenden Stichkampf besiegte und sich für das Kandidatenturnier qualifizierte, womit ihm 1985 der Titel Großmeister verliehen wurde. Beim in Montpellier 1985 ausgetragenen Kandidatenturnier wurde er Elfter.
Zu seinen bedeutendsten Erfolgen in den nachfolgenden Jahren zählen: ein geteilter dritter Platz bei der erstmals ausgerichteten Blitzschach-Weltmeisterschaft in Saint John. Er verlor im Halbfinale gegen Michail Tal, besiegte zuvor aber unter anderem Anatoli Karpow. Außerdem siegte er in Kopenhagen 1986 (zusammen mit u. a. Wassili Smyslow), beim Rubinstein-Gedenkturnier in Polanica-Zdrój 1988 (zusammen mit Alexander Goldin), in Prag 1989, bei den Dortmunder Schachtagen 1990 (vor Boris Gelfand), in Altensteig 1990 und 1991, in Buenos Aires 1992 und in Göteborg 1996.
1992 machte Tschernin sich in Budapest ansässig. 1993 erhielt er die ungarische Staatsbürgerschaft und schreibt seinen Namen seitdem Csernyin. Im selben Jahr wurde er Vizemeister bei der ungarischen Meisterschaft (nach András Adorján).
Er ist Mitglied der Trainerkommission der FIDE und zurzeit Trainer von Fabiano Caruana. 2004 wurde Alexander Csernyin der Titel FIDE Senior Trainer verliehen.
Csernyin hat nach der ungarischen Mannschaftsmeisterschaft 2010/11 keine Elo-gewertete Partie mehr gespielt und wird daher bei der FIDE als inaktiv geführt (Stand: Januar 2015).

## Mannschaftsschach

### Nationalmannschaft
Csernyin gewann mit der sowjetischen Mannschaft die Mannschaftsweltmeisterschaft 1985 in Luzern und erreichte überdies das beste Einzelergebnis am ersten Reservebrett.
Mit Ungarn nahm er an den Schacholympiaden 1994 und 1996 sowie an den Mannschaftseuropameisterschaften 1992, 1997 und 1999 teil. Größter Erfolg war hierbei der zweite Platz 1999.

### Vereine
In der sowjetischen Vereinsmeisterschaft spielte Csernyin 1980, 1982 und 1984 bei Burewestnik, mit denen er den Wettbewerb 1980 gewann.
In Ungarn spielte er bis 2004 bei Miskolci SSC, mit dem er 2000 und 2001 ungarischer Mannschaftsmeister wurde, in der Saison 2005/06 bei Mozgáskorlátozottak PIREMON Sportegyesülete und war von 2007 bis 2013 bei Aquaprofit NTSK gemeldet, mit der er 2009 und 2011 ungarischer Mannschaftsmeister wurde.
In der österreichischen Staatsliga A spielte Csernyin von 1992 bis 2002 bei Merkur Graz und wurde mit diesem 1996, 1997, 1998, 1999, 2000, 2001 und 2002 österreichischer Mannschaftsmeister. Er konnte 2009 erneut die österreichische Mannschaftsmeisterschaft gewinnen, und zwar mit dem SK Husek Wien. In der deutschen Schachbundesliga war Csernyin in der Saison 1999/2000 beim Godesberger SK gemeldet, bestritt aber nur einen Wettkampf.
In der schwedischen Elitserien spielte er in der Saison 2000/01 beim Sollentuna SK, in der spanischen Mannschaftsmeisterschaft 2004 und 2005 für CA La Caja Las Palmas.
Csernyin nahm achtmal am European Club Cup teil. Der größte Erfolg war der Einzug ins Finale 1984 mit Burewestnik, außerdem vertrat er 1993, 1996, 1997, 2000 und 2001 Merkur Graz, 1999 Miskolci SSC und 2009 den SK Husek Wien.